# Engrapadora
Una engrapadora o grapadora és una màquina eina que s'utilitza per unir fulls de paper, plàstic o làmines de fusta col·locant una grapa a través dels elements que s'han d'unir. La grapa és una peça de metall normalment ferro que té els seus dos extrems doblegats i punxeguts.

## Història
Les grapes s'han emprat al llarg de la història per a enllaçar els carreus d'una fàbrica. En les antigues construccions de l'època romana, se'n van fer algunes de fusta en forma de doble cua d'oreneta però les que més es van emprar van ser les de bronze. El desig d'apoderar-se d'aquest metall ha contribuït molt a la destrucció dels monuments antics. Escollien el bronze perquè, a més de ser més durador, no s'oxida com el ferro augmentant de volum i fent saltar les pedres.
En l'edat mitjana, es van emprar grapes de ferro per a lligar els carreus d'una mateixa filada. Solien col·locar-se dobles i es repetien formant un encadenat general. La manera més sòlida d'unir les grapes consistia a embotir-les en el gruix de les pedres i fixar-les amb plom quan el tipus de pedra emprat podia suportar la calor sense trencar-se. Així es realitzaven de manera comuna en l'antiguitat. Quan no es podia emprar el plom s'emprava el sofre.
En les obres de marmoleria s'empraven les grapes de coure o bronze o es cuidava de cisellar-les per a evitar la seva oxidació. Adoptaven diferents formes segons tinguessin per objecte fermar i subjectar els brancals de les xemeneies o enllaçar peces que s'haguessin partit.
- en el primer cas, s'empren les grapes de taló que són de ferro o de coure.
- en el segon cas, s'usen grapes en T.

Les engrapadores són un invent relativament desenvolupat per a Lluís XV de França, i des d'aleshores han tingut una gran evolució tant en mida com en aplicacions.

## Usos

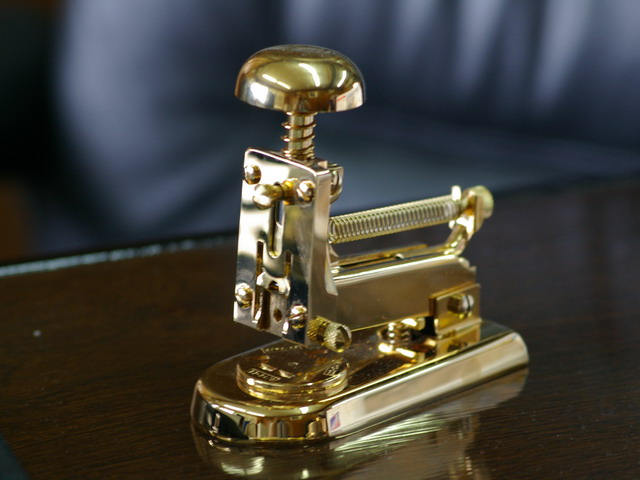
Grapadora

A les cases i oficines s'utilitzen bàsicament les grapadores de petites dimensions com material de papereria per a agrupar papers i documents, però a les indústries i fusteries o fabricació de mobles s'utilitzen grapadores industrials que tenen força per clavar grapes de mida grossa. Les grapes es comercialitzen en cartutxos i s'apliquen per mitjà de l'engrapadora. Per a retirar-les es pot manualment o bé amb l'ús d'un petit aparell destinat a aquest fi.

## Mètodes d'engrapat
Per a unions o subjeccions permanents la base o enclusa de la grapadora es disposa de manera que la grapa quedi tancada cap a dins. La forma en U inicial de la grapa passa a una forma plana amb els braços de la U plegats cap a dins.
Per a unions provisionals, la base de la grapadora es fa girar de manera que els braços de la U es pleguin cap a fora. Així, la unió és relativament estable però fàcil de desfer.
Una desgrapadora, o llevagrapes, és un simple dispositiu que permet desfer una subjecció grapada afluixant la grapa de subjecció. Consisteix en un parell d'ungles metàl·liques articulades que deformen i tornen a obrir la grapa permetent la seva extracció.